# Waldemar Reichhard

Statue des „Knoblauchkönigs“

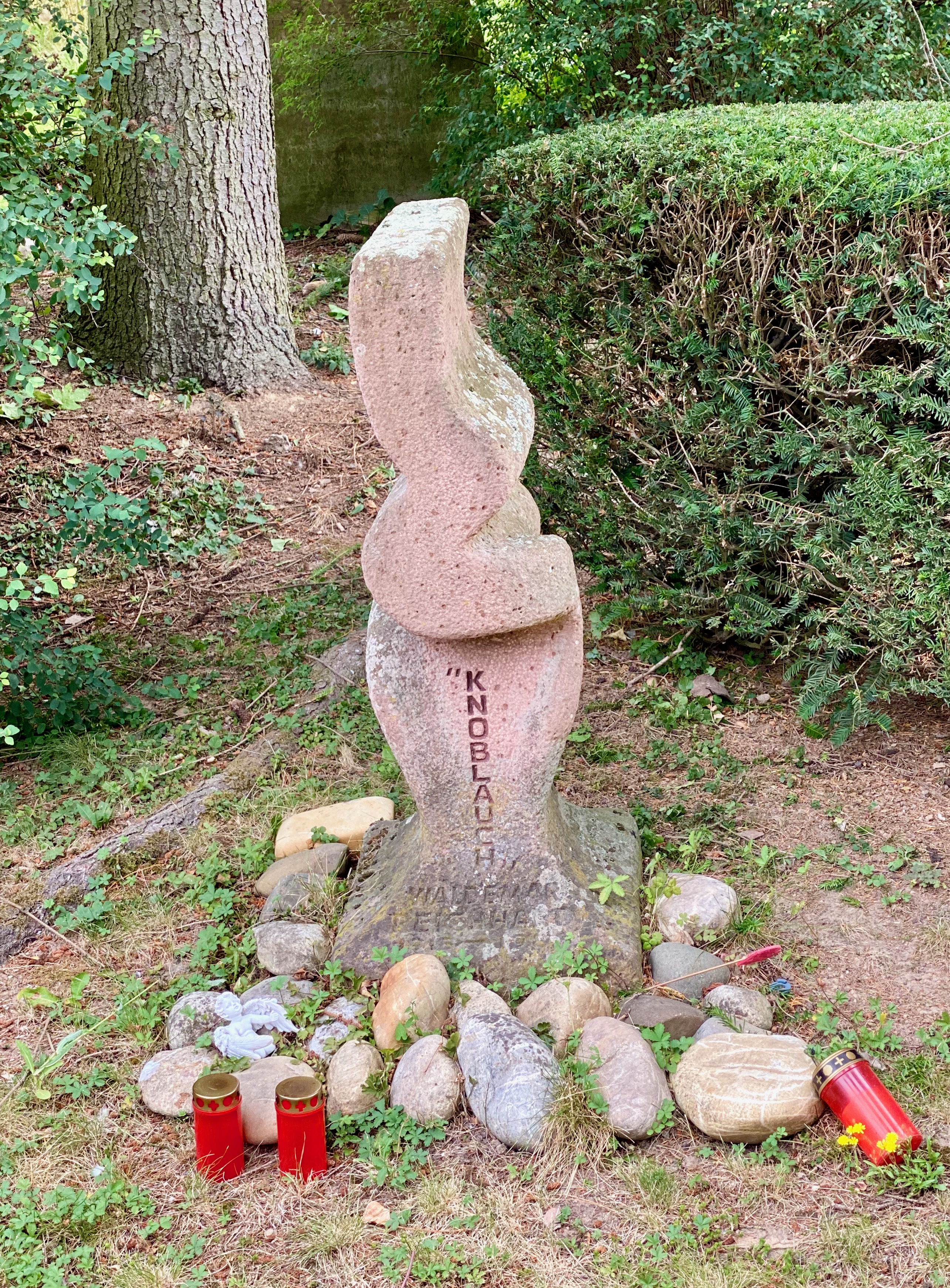
Grabmal auf dem Wiesbadener Südfriedhof

Waldemar Reichhard (* 1915 in Steglitz; † 25. August 1988 in Wiesbaden), auch Reichard, Reichardt geschrieben, genannt „Knoblauchkönig“ oder auch nur „Knobloch“, war ein deutscher Opernsänger und Wiesbadener Original. Seinen Spitznamen erhielt er wegen des reichlichen Genusses von Knoblauch, der ihn schon von weitem zu einer olfaktorischen Auffälligkeit machte.

## Leben
Waldemar Reichhard zog mit seinen Eltern 1928 nach Wiesbaden. Ursprünglich strebte er den Beruf des Technischen Zeichners an, doch nach einem Besuch der Oper fasste er den Entschluss, Sänger zu werden. Daraufhin absolvierte er die Musikhochschule in Mainz und erhielt nach dem Krieg sein erstes Engagement als Bassbariton am Aschaffenburger Theater. Sein ausgiebiger Knoblauchgenuss verhinderte aber (laut eigener Aussage) eine Karriere als Sänger. In den letzten Jahren lebte er im Männerwohnheim der Heilsarmee und bezog Sozialhilfe.
Ob bei kühlem Wetter oder sommerlichen Temperaturen – das Wiesbadener Original war meist mit Hut und kurzem Ledermantel unterwegs. Leidenschaftlich predigte er in der Fußgängerzone von der großartigen Wirkung des Knoblauchs. Auch die Frauen waren eines seiner bevorzugten Themen, wobei er „dem weiblichen Geschlecht allerdings nicht schmeicheln mochte, es vielmehr verdammte und für allerlei Übel verantwortlich zu machen suchte.“ Vorzugsweise hielt er sich beim Tchibo-Laden nahe dem Mauritiusplatz auf. Den Kaffee durfte er wegen seiner starken Ausdünstungen allerdings nicht im Geschäft trinken; er wurde ihm draußen serviert.
Nach längerem Krankenhaus-Aufenthalt verstarb Waldemar Reichhard 73-jährig und wurde auf dem Wiesbadener Südfriedhof beigesetzt. Rathaussprecher Siegfried Schneider erinnerte sich: „Ein hochintelligenter, kulturell interessierter Mann, der mit den Leuten gerne freundschaftlich diskutierte und eine große Vorliebe für Lauchgemüse hatte.“

## Denkmal
Der von der Künstlerin Jacqueline Weigand geschaffene Entwurf des „Knoblauchkönigs“ wurde 2009 vom Mainzer Bildhauer Reinhold Petermann als lebensgroße Bronze-Skulptur realisiert. Am 26. September 2009 enthüllte Wiesbadens Oberbürgermeister Helmut Müller (CDU) im Rahmen des „Stadtfests“ die Plastik in der Kleinen Schwalbacher Straße.